# Dragan Kovačić
Dragan Kovačić (en serbe : Драган Ковачић), né le 5 octobre 1939 à Prelošćica (Royaume de Yougoslavie, aujourd'hui en Croatie) et mort le 11 février 1999 à Zagreb, est un ancien joueur yougoslave de basket-ball.

## Palmarès
- Finaliste du championnat du monde 1963, 1967
- Finaliste du championnat d'Europe 1965